# José Andrada
José Andrada (Buenos Aires, Argentina; 1948) es un actor argentino.

## Carrera
José Andrada es un actor de reparto de cine, teatro y televisión argentino. Estudió desde muy joven actuación debutando profesionalmente en el teatro en la década de 1970.
En cine trabajó siempre en roles de reparto, generalmente en roles de custodio, matón o policía, en películas reconocidas tales como Noches sin lunas ni soles (1984), Esperando la carroza (1985), Correccional de mujeres (1986), Johnny Tolengo, el majestuoso (1987) y 
La ciudad oculta (1989), entre muchas otras. Trabajó bajo la mano de grandes directores como Alejandro Doria, Teo Kofman, Gerardo Sofovich, Héctor Olivera y José Martínez Suárez.
En televisión se hizo notablemente famoso en un episodio de Los simuladores, en la que encarnaba a un empresario homosexual que le decía al personaje de Martín Seefeld: “¿No hay un piquito para mí?” durante el 2002 y el 2003.
En el 2010 se le entregó un Premio Podestá a la trayectoria por parte de la Asociación Argentina de Actores.

## Filmografía
- 2023: 'Los Simuladores: la película'
- 2011: Lugares de encuentro (cortometraje)
- 2007: El cuervo (cortometraje)
- 2005: Mañana (cortometraje)
- 2004: Mi Argentina privada (cortometraje)
- 2003: Ojos
- 2001: I love you... Torito
- 1993: Funes, un gran amor
- 1991: Después de la tormenta
- 1989: La ciudad oculta
- 1989: La amiga
- 1988: Matar es morir un poco
- 1987: Las esclavas
- 1987: Sofía
- 1987: Johnny Tolengo, el majestuoso
- 1986: Perros de la noche
- 1986: Correccional de mujeres
- 1986: La noche de los lápices
- 1986: Pobre mariposa
- 1985: Esperando la carroza
- 1985: Bairoletto, la aventura de un rebelde
- 1985: Flores robadas en los jardines de Quilmes
- 1985: Los días de junio
- 1984: Noches sin lunas ni soles
- 1984: Los chicos de la guerra
- 1972: Los Velázquez

## Televisión
- 1997: Ricos y famosos.
- 2000: Campeones de la vida.
- 2000: Primicias.
- 2001: 22, el loco.
- 2002: 099 Central como Vicente.
- 2002:son amores.
- 2002/2003: Los simuladores.[4]
- 2003:costumbres argentinas.
- 2003:soy gitano.
- 2004: Padre Coraje como Miguez.

## Teatro
- 2004: Lejos de aquí, de Roberto Tito Cossa y Mauricio Kartun.
- 1996: La batalla de José Luna, de Leopoldo Marechal.[5]